# Magnitudo delle onde superficiali
La scala della magnitudo delle onde superficiali ({\displaystyle M_{s}}) è una delle scale di magnitudo usata in sismologia per descrivere la grandezza di un terremoto. Essa è basata sulle misurazioni delle onde superficiali di Rayleigh che viaggiano essenzialmente lungo gli strati più alti della crosta terrestre. Essa viene correntemente usata in Cina come uno standard nazionale (GB 17740-1999) per la categorizzazione dei terremoti.
La magnitudo delle onde superficiali fu inizialmente sviluppata nel 1950 dagli stessi ricercatori che idearono la Scala di Magnitudo Locale ML in modo da perfezionare la risoluzione dei  più grandi terremoti:
Le onde superficiali con un periodo di tempo di circa 20 s generalmente producono le ampiezze più grandi, e così l'ampiezza di queste onde viene usata per determinare {\displaystyle M_{s}}, usando un'equazione simile a quella usata per {\displaystyle M_{L}}.»
(William L. Ellsworth)
Le magnitudo di un terremoto registrate a quel tempo, comunemente attribuite a Richter, potrebbero essere {\displaystyle M_{s}} o {\displaystyle M_{L}}.

## Definizione
La formula per calcolare la magnitudo delle onde  superficiali è:
```
M = lg(A/T)
max
 + σ(Δ)
```

dove A è il massimo spostamento di particella nelle onde superficiali (somma vettoriale dei due spostamenti orizzontali) in µm, T è il corrispondente periodo in s, Δ è la distanza epicentrale in °, e
```
σ(Δ) = 1.66 lg(Δ) + 3.5
```

Secondo lo standard GB 17740-1999, i due spostamenti orizzontali devono essere misurati nello stesso tempo o dentro 1/8 di un periodo; se i due spostamenti hanno differenti periodi, la somma pesata deve essere usata:
```
T = (T
N
A
N
 + T
E
A
E
) / (A
N
 + A
E
)
```

dove AN è lo spostamento nord-sud in µm, AE e lo spostamento est-ovest in µm, TN è il periodo corrispondente ad AN in s, e TE è il periodo corrispondente ad AE in s.

## Altri studi
Vladimír Tobyáš e Reinhard Mittag proposero di relazionare la magnitudo delle onde superficiali alla scala di Magnitudo Locale ML, usando
```
M
s
 = –3.2 + 1.45 M
L
.
```

Altre formule includono tre formule rivisitate proposte da CHEN Junjie ed altri:
```
M
s
 = log (A
max
/T) + 1.541og△ + 3.53
M
s
 = log (A
max
/T) + 1.731og△ + 3.27
```

e
```
M
s
 = log (A
max
/T) -6.21og△ + 20.6
```